# William Donahey
William Donahey   (West Chester, 19 d'octubre de 1883 - Chicago, 1 de febrer de 1970) va ser un dibuixant nord-americà i creador de la tira còmica, The Teenie Weenies. Es va publicar al Chicago Tribune durant més de 50 anys.

## Biografia
William Donahey, va dibuixar una pàgina infantil al dominical del The Cleveland Plain Dealer. Posteriorment, l'editor del Chicago Tribune, Joseph M. Patterson el va contractar per fer una pàgina de còmics al diari i el 14 de juny del 1914 s'hi va publicar la tira del seu personatge més emblemàtic,The Teenie Weenies. La tira es va inspirar en The Brownies de Palmer Cox i es va fer en forma de text amb una única imatge gran. A diferència de Brownies on el text estava escrit en vers, Donahey el va escriure en prosa.